# Ayinde Augustus
Ayinde Augustus (Christiansted, 27 dicembre 1988) è un calciatore americo-verginiano, di ruolo centrocampista.

## Carriera

### Club
Ha giocato per quattro anni in patria col Rovers, quindi nel 2011 si è trasferito al Central Florida Kraze.

### Nazionale
Ha esordito in Nazionale nel 2008, giocando una partita. Nel 2011 colleziona ulteriori 8 presenze internazionali.